# Паньків Михайло Петрович
Михайло Петрович Паньків (нар. 13 листопада 1978, Львів, Львівська область, Україна) — підприємець із багаторічним успішним досвідом у сфері адміністративного, операційного та стратегічного менеджменту, займається розвитком власних бізнесів. У період з квітня по грудень 2014 року виконував обов'язки генерального директора державного підприємства поштового зв'язку «Укрпошта».

## Освіта
У 2000 році закінчив навчання у Львівській комерційній академії за спеціальністю міжнародні економічні відносини.

## Кар'єра
2003—2006 — ПП «ВІП Сервіс», директор;
2007—2010 — ТзОВ «Брдр. КрістенсенсХанер», генеральний директор;
2010 — березень 2014 — Фінансово-промислова група «РОСАН», виконавчий директор, здійснював стратегічний менеджмент компанією;
2010 — березень 2014 — ТзОВ «ТД Міст Експрес», заступник голови ради директорів;
2010 — березень 2014 — ТзОВ «Росан — Глобал», голова наглядової ради;
Квітень — грудень 2014 — державне підприємство поштового зв'язку «Укрпошта», в. о. генерального директора. Розробив та почав впроваджувати план виведення підприємства на рентабельний рівень у період після загального економічного спаду в економіці країни, спричиненого початком російської агресії на Сході України. План передбачав оптимізацію поштових послуг; збільшення участі національного оператора на ринку міжнародних відправлень; запровадження ІТ-технологій у роботі підприємства, автоматизацію робочих місць; скорочення непродуктивних витрат.
2012—2013 — помічник народного депутата Верховної Ради України VII скликання Степана Кубіва;
Січень 2015 — дотепер — ТзОВ «Терраві», директор, акціонер.
Січень 2015 — дотепер — ТзОВ «Вест ГлобалЛогістік», акціонер.
2017 — дотепер — помічник народного депутата Верховної Ради України VIII скликання Юрія Савчука.

## Громадська діяльність
2007—2009 — Західноукраїнське відділення Європейської Бізнес Асоціації, член правління на громадських засадах. Працював у межах асоціації над покращенням інвестиційного середовища на Львівщині та долучався до захисту інтересів інвестиційних компаній відповідно до статуту організації.
2007—2010— член Конгресу українських націоналістів
2008—2014 — член Ротарі-клубу «Львів»
2019 — дотепер — член Ротарі-клубу «LvivInternational»

## Сім'я
Одружений, виховує доньку та сина.

### Соціальні мережі
- Офіційна сторінка Михайла Паньківа у Facebook